# Frente Nacional Socialista Argentino
El Frente Nacional Socialista Argentino (FNSA) fue un movimiento de carácter neonazi, existente en Argentina entre el 1960 hasta la década del 1990s.

Bandera alternativa del FNSA.

## Historia
Fue fundado en 1960 por los hijos de Adolf Eichmann e inició como una banda juvenil que este tuvo la mayor actividad en el lobby favorable a que Eichmann fuese regresado a la Argentina.
Una vez que Eichmann fue ejecutado a inicios de 1962, los miembros del FNSA se involucraron en distintas actividades de tono político y criminal. Profesaban un extremo nacionalismo de tinte anticomunista y antiliberal que guardaba más de fascismo que de conservadurismo. En 1964 el grupo se unió a la Unión Mundial de Nacional Socialistas y posteriormente fue absorbido de forma temporal por el Movimiento Nacionalista Tacuara en 1964.
La organización extendió su actividad hasta la década del 1990.

## Relaciones internacionales
FNSA mantuvo relaciones con diversos grupos afines de Sudamérica y con el Partido Nazi Estadounidense. En septiembre de 1976, Franz Pfeiffer viajó a la Argentina como «comandante» del PNSO, donde firma un acuerdo con Dorrego, líder del  FNSA, fomentando las visitas de miembros del partido en los dos países. 